# Brixton (stanice metra v Londýně)
Stanice Brixton je jižní konečná londýnského metra na lince Victoria Line. Otevřena byla v roce 1971.
Je na Brixton Road a je asi 100m od stanice National Rail Brixton.
Stanice je navržena jako dvousměrná konečná s výhybkou na severním konci. Dráha pokračuje kousek jižně a tvoří dvě vedlejší koleje, které se používají na odstavení vlaků přes noc. Ty potom ráno vyjedou na trať jako první.
Byly spekulace týkající se prodloužení Victoria Line za Brixton a vytvoření smyčky, kterou by vlaky objely pod stanicí Herne Hil a urychlily tak provoz linky snížením počtu konfliktů vlaků na výhybce. Victoria Line ale bývá často přeplněna a nezvládla by další cestující.